# Wilhelm Schiegl

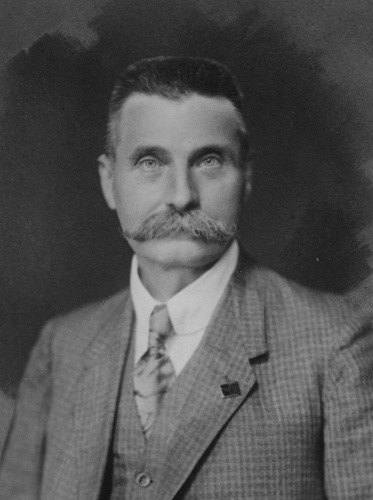
Wilhelm Schiegl (vor 1922)

Wilhelm Schiegl (* 9. Mai 1866 in Wien; † 23. Mai 1936 ebenda) war ein österreichischer Politiker der Sozialdemokratischen Arbeiterpartei (SdP).

## Leben
Schiegl wurde als Sohn eines Fragners geboren und lernte nach dem Besuch der Volks- und der  Bürgerschule den Beruf des Buchdruckers. Ab der Gründung der Gremialkrankenkasse der Buchdrucker gehörte er deren Vorstand an und gehörte zu den Anführern des Buchdruckerstreiks im Jahr 1891. 1892 war er Mitbegründer des Volksvereins Gerechtigkeit für den 7. Bezirk, wurde deren erster Obmann und beteiligte sich 1893 an der Schaffung eines einheitlichen Buchdrucktarifes.

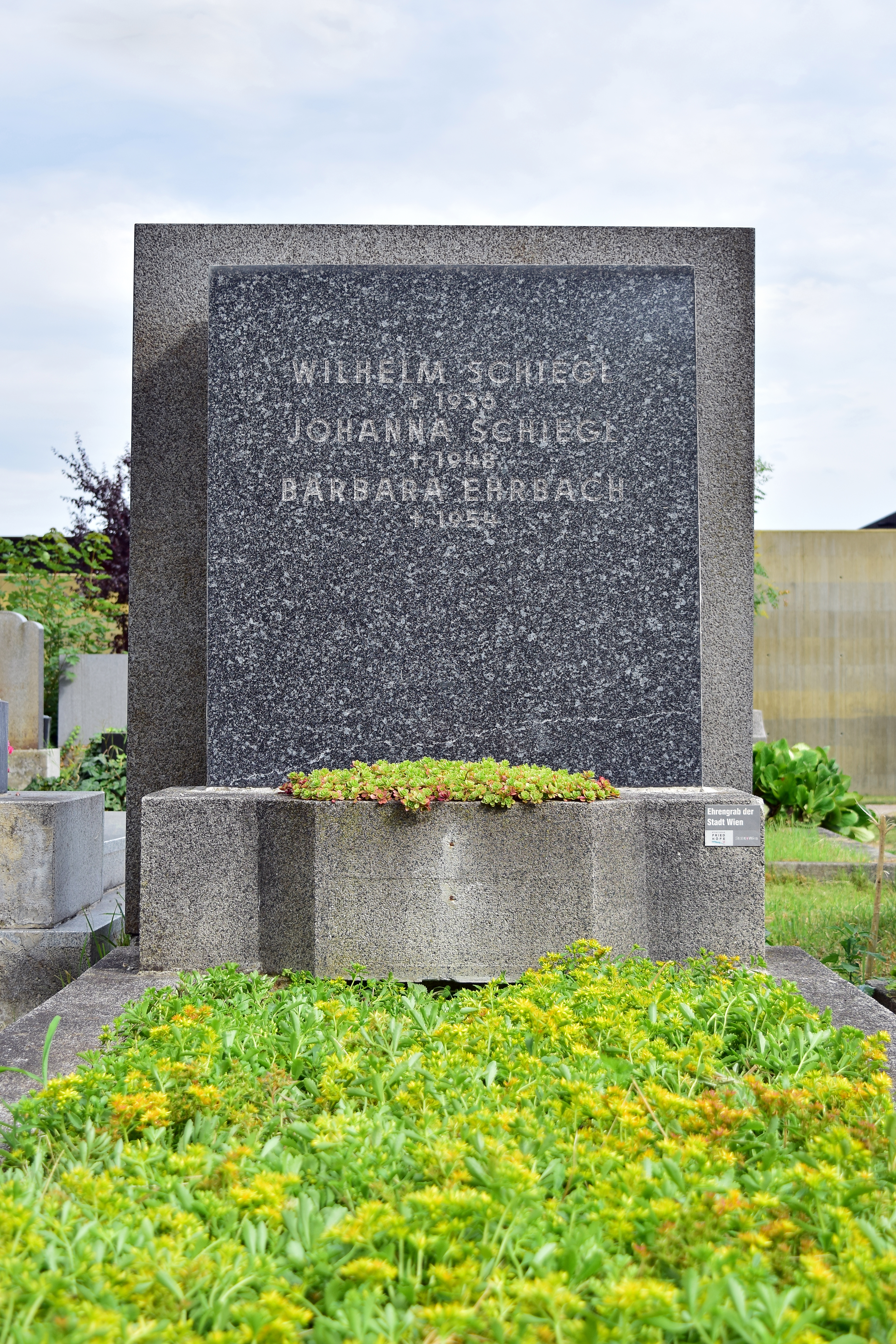
Ehrenhalber gewidmetes Grab auf dem Wiener Zentralfriedhof

Von 1893 bis 1896 war Schiegl Obmann des Buchdruckergehilfenausschusses und wurde schließlich Beamter des Verbandes der Vereine der Buchdrucker und Schriftgießer Österreichs. Aufgrund einer Versammlungsrede kam er 1900 kurzzeitig in Haft.
Von 1911 bis 1918 war er Abgeordneter zum österreichischen Reichsrat, wo er sich auf Finanz- und Budgetfragen spezialisierte und die Aufhebung der für Kaiser Franz Joseph I. und dessen Familie geltenden Steuer- und Gebührenbefreiung beantragte. In Folge war er von 1919 bis 1930 als Abgeordneter des Nationalrates und führender sozialdemokratischer Vertreter im Finanzausschuss.
Nach seinem Tod wurde Schiegl in einem ehrenhalber gewidmeten Grab auf dem Wiener Zentralfriedhof bestattet (Gruppe 71B, Reihe 16, Nr. 9).

## Politische Funktionen
- 1911–1918: Abgeordneter des Abgeordnetenhauses im Reichsrat (XII. Legislaturperiode), Wahlbezirk Österreich unter der Enns 23, Klub der deutschen Sozialdemokraten
- 1918–1919: Er war auch Mitglied des  Provisorischen Landtages von Niederösterreich.

## Politische Mandate
- 21. Oktober 1918 bis 16. Februar 1919: Mitglied der Provisorischen Nationalversammlung, SdP
- 4. März 1919 bis 9. November 1920: Mitglied der Konstituierenden Nationalversammlung, SdP
- 10. November 1920 bis 1. Oktober 1930: Mitglied des Nationalrates (I., II. und III. Gesetzgebungsperiode), SdP